# Quando tutto cambia
(Tagline del film)
Quando tutto cambia (Then She Found Me) è un film del 2007 diretto e interpretato da Helen Hunt. Il soggetto della pellicola, che segna l’esordio alla regia della Hunt, è tratto dall'omonimo romanzo del 1990 di Elinor Lipman.

## Trama
La tranquilla vita della trentanovenne insegnante newyorkese April Epner viene sconvolta da due avvenimenti: la morte della madre adottiva Trudy e l'abbandono da parte del marito Ben, suo collega, che peraltro non condivide il suo desiderio di maternità. Come se non bastasse, a creare ancora più caos nella sua vita ci si mette anche Bernice Graves, sua madre naturale, popolare conduttrice di un talk show, la quale irrompe nel suo quotidiano per tentare di rimediare agli errori del passato. Nonostante questa girandola di emozioni April trova conforto in Frank, un inglese separato con due bimbi i quali frequentano la scuola in cui la donna lavora. Ma quando le sembra di aver ritrovato una stabilità la vita le riserverà nuove sorprese.

## Distribuzione
Il film è uscito in Italia il 6 giugno 2008, distribuito dalla Medusa Film.

## Curiosità
- Inizialmente i diritti del romanzo di Elinor Lipman erano stati acquistati dalla Weaver's Weaver, casa di produzione di Sigourney Weaver, che avrebbe dovuto interpretare il ruolo di April.
- Oltre alla partecipazione di Salman Rushdie, controverso scrittore de I versi satanici, in cameo appaiono Tim Robbins, Edie Falco e Janeane Garofalo interpretando loro stessi.